# Miguel Adrover
Miguel Adrover Barceló (Calonge, Baleares, diciembre de 1965) es un diseñador de moda español considerado parte de los “realistas” de la moda. Adrover se ha consagrado como un creativo de vanguardia en Estados Unidos y Europa, sus prendas recicladas y sus mensajes suelen atraer poderosamente la atención de la prensa especializada.  Según la periodista de El País Eugenia de la  Torriente, Adrover se encontraba en 2008 entre los diseñadores de moda contemporáneos con más talento del mundo.

## Biografía
Miguel Adrover es un diseñador atípico, un autodidacta, no ha cursado una educación formal dentro del diseño de moda y su carrera, tanto en su origen como en la ida a Estados Unidos ha sido configurada por sus amigos y partidarios, no por tutores y exámenes.
Nacido en las Islas Baleares, a los once años dejó la escuela para trabajar en la granja familiar ayudando a recolectar almendras. Dentro de su imaginario creativo, la gente de su pueblo y sus padres Miguel y María y su hermano Toni, que es pescador y mecánico, juegan un papel muy importante.
Su primera conexión con el mundo de la moda se produjo cuando visitó Londres siendo un adolescente, ahí tomó contacto con los incipientes movimientos musicales alrededor de las subculturas, como el movimiento político punk y los New Romantics y la escena underground.
A los trece años en Londres, sus primeras inspiraciones provenían de bandas como The Virgin Prunes. De vuelta a Calonge, con su cresta y su largo pelo de mohicano, oía discos en su cuarto y soñaba con que su banda mallorquina, Viacrucis, emulara a los Bow Wow Wow de Malcolm McLaren o a cualquier otra que hubiera visto actuar en la noche londinense.
A principios de los noventa viajó a Nueva York donde trabajó como conserje,  también limpiacristales y fregó suelos en Queens viviendo en un pequeño sótano del East Village en el cual reciclaba con soltura prendas, conceptos e ideas. En pocos años se convirtió en uno de los diseñadores españoles más destacados en la escena vanguardista neoyorkina. Adrover se convertiría en un fenómeno.

## Trayectoria
En 1995, se une al sastre americano, Douglas Hobbs para abrir la tienda de culto, Horn, en el East Village de Nueva York, donde se vende su línea de camisetas, llamada Dugg junto al trabajo de otros diseñadores de vanguardia como Alexander McQueen. Horn se convierte en un lugar para que los diseñadores nuevos y experimentales, mostrasen sus colecciones. Adrover y Hobbs cerraron la tienda en el marzo de 1999 para así centrarse en el diseño de ropa de mujer.
En la primavera de 1999 empieza a diseñar su primera colección titulada “Manaus-Chiapas-NYC” y en el verano de este mismo año es presentada en el teatro latino en Lower East Side de Nueva York. Esta colección es un viaje de una mujer expulsada de su entorno, luchadora y fuerte.
En otoño de 2000 lanza su segunda colección "Midtown" que atrae la atención de Anna Wintour, redactora jefe de la revista Vogue USA y de Cathy Horn, periodista de moda del periódico The New York Times. Este espectáculo es la interpretación de los peatones en Manhattan y un reflejo de la variedad y mezcla en sus calles: la clase media, los sin hogar, y la clase alta.
Esta colección fue financiada por la revista Vogue, que pagó a Adrover 12.000 dólares después de que sus muestras de prendas fueron robadas de las oficinas de la revista.
Ambas colecciones reciben elogios por parte de la crítica por sus líneas finas y su sentido innovador del color. La deconstrucción de la chaqueta Burberry le valió una reputación como artista entre los diseñadores, a eso se suma el hurto creativo del monogram canvas de Louis Vuitton, haciendo una crítica feroz a la dictadura de los logos, además de su visión multicultural y temas de opresión política. El diseñador declaraba en el marco de 080 Barcelona Fashion en 2012:

Dicen que tengo un don que puedo coger algo de otra compañía y hacerlo más bonito de lo que era.
Miguel Adrover, 

En mayo de 2000 recibe el apoyo financiero de Pegasus Apparel Group para producir la línea Miguel Adrover. Este mismo año la CFDA (Council of Fashion Designers of América)  le otorga el premio Perry Ellis – El Óscar de la Moda- al mejor nuevo diseñador del año 2000 y también es nominado a mejor diseñador vanguardista en los premios Vogue Fashion.
En febrero de 2001 presenta su cuarta colección "Meet East", una presentación inspirada en Egipto. En septiembre de este mismo año presenta su quinta colección titulada "Utopía ", en la noche del 9 de septiembre de 2001 en un colegio del Lower East Side, una historia inspirada en la mezcla de muchas culturas y lugares de todo el mundo. También se basaba en la realidad social de los países islámicos; algunos críticos la encontraron demasiado literal y llegaron a tacharla de homenaje a los talibanes, que entonces ocupaban titulares por su opresivo tratamiento de las mujeres.
La coincidencia de la colección con los atentados islámicos del 11 de septiembre puede ser síntoma de la sensibilidad sismográfica de Adrover, de su capacidad para anticipar el terremoto, o de su vocación por hacer ropa que se relacione con la agenda política y social de su tiempo.
Un mes después debido a los acontecimientos terroristas del 11S, la asociación con Pegasus se disuelve, económicamente la empresa se declaraba en quiebra, aunado con la mala gestión y la coincidencia respecto a la colección con reminiscencias árabes que fracasaron entre los consumidores tras los atentados.
El mallorquín se retiró a Egipto, se compró un carro y un caballo y se ganó la vida como taxista en Luxor. Ocho meses después, con su dinero y mucha ayuda,  regresó a Nueva York y presentó otras tres largas e intensas colecciones. Mismos temas recurrentes: Fusión de culturas, desigualdad social y homenaje a los nativos americanos.
Tras la imposibilidad de continuar el desarrollo profesional y enfrentando situaciones precarias, Adrover abandonó su estudio en Chrystie Street y dejó Nueva York para regresar a Mallorca en 2004, donde reabrió un café que tenía su abuelo en el centro de Palma.
Suzy Menkes, la reputada periodista de moda y una de sus defensoras más incondicionales, se preguntaba en abril de 2007 en The International Herald Tribune por qué ninguna marca rastreaba su pista en busca de su talento. Poco tiempo después, el diseñador inició una colaboración como director creativo con la marca alemana de ropa ecológica Hess Nature.
Doce años después de su primer desfile Miguel Adrover volvió a presentar su colección en el mismo sitio, en el teatro latino en el Lower East Side de Nueva York, bajo el nombre “Out of my mind ”, en donde si se cayese un avión y las personas estuviesen condenadas a reinventarse con lo que tuviesen, se vestirían de Adrover, haciendo una falda de una chaqueta, unos zapatos de un par de guantes, o convertir un chubasquero en capa.
Adrover potencia volúmenes en las prendas más mundanas y utiliza toda su habilidad como sastre y modelista para traer esas visiones a la vida.  De su último espectáculo llamaron la atención prendas como: pantalones hip-hop, gorras de béisbol apiladas y burkas de colores brillantes. Durante el espectáculo las modelos lanzaban billetes de pesos cubanos a modo de crítica.
Entretanto, él sigue fiel a sus ideas. Adrover se declara en contra de la moda elitista, a la que sólo tienen acceso unos pocos privilegiados.
En abril de 2013 el diario Women’s Wear Daily comunicaba el fin del acuerdo entre Adrover y Hess Nature después de 7 años de unión.

## Estilo - Idealismo
Sus colecciones temáticas, inspiradas en las personas y culturas que observa ya sea en las ciudades o viajes, son únicas debido a su fiel interpretación del vestir cotidiano.
Miguel Adrover, juega en la moda con lo incómodo y lo políticamente incorrecto desde su visión marginal, tanto de posición como de exclusión cultural.
Adrover junto con Marc Jacobs pueden ser considerados como los primeros diseñadores pioneros en el uso del 2.ª mano en la moda, cuestionando de esta manera la autenticidad de la “creación” trabajando sobre un tejido o prenda terminada para diferenciarse de las producciones en serie y la industrialización de la moda. El principio de la Customización, piezas únicas, irrepetibles, con personalidad propia e historias adscritas –el DIY (Do it yourself) o el “Hazlo tú mismo”-, con connotaciones artísticas al firmar una etiqueta.
Miguel reflexiona sobre el uso moderno del vestir, cuestiona las codificaciones, habla de los límites y fronteras, condena lo subjetivo de la clase y la distinción.
En su sello personal de diseño se incluyen elementos como la simplicidad, la sastrería, la artesanía, la atemporalidad y los lenguajes multiculturales, además del reciclaje de las prendas.

## Premios
- Junio 2000: primer premio CFDA (Council of Fashion Designers) Perry Ellis al Best New Designer of the Year[3]
- 2000: nominado a mejor diseñador vanguardista en los premios Vogue Fashion.
- Octubre 2018: Premio Nacional de Diseño de Moda 2018 (Ministerio de Cultura y Deporte. Gobierno de España).[9]